# Englische Schreibschrift

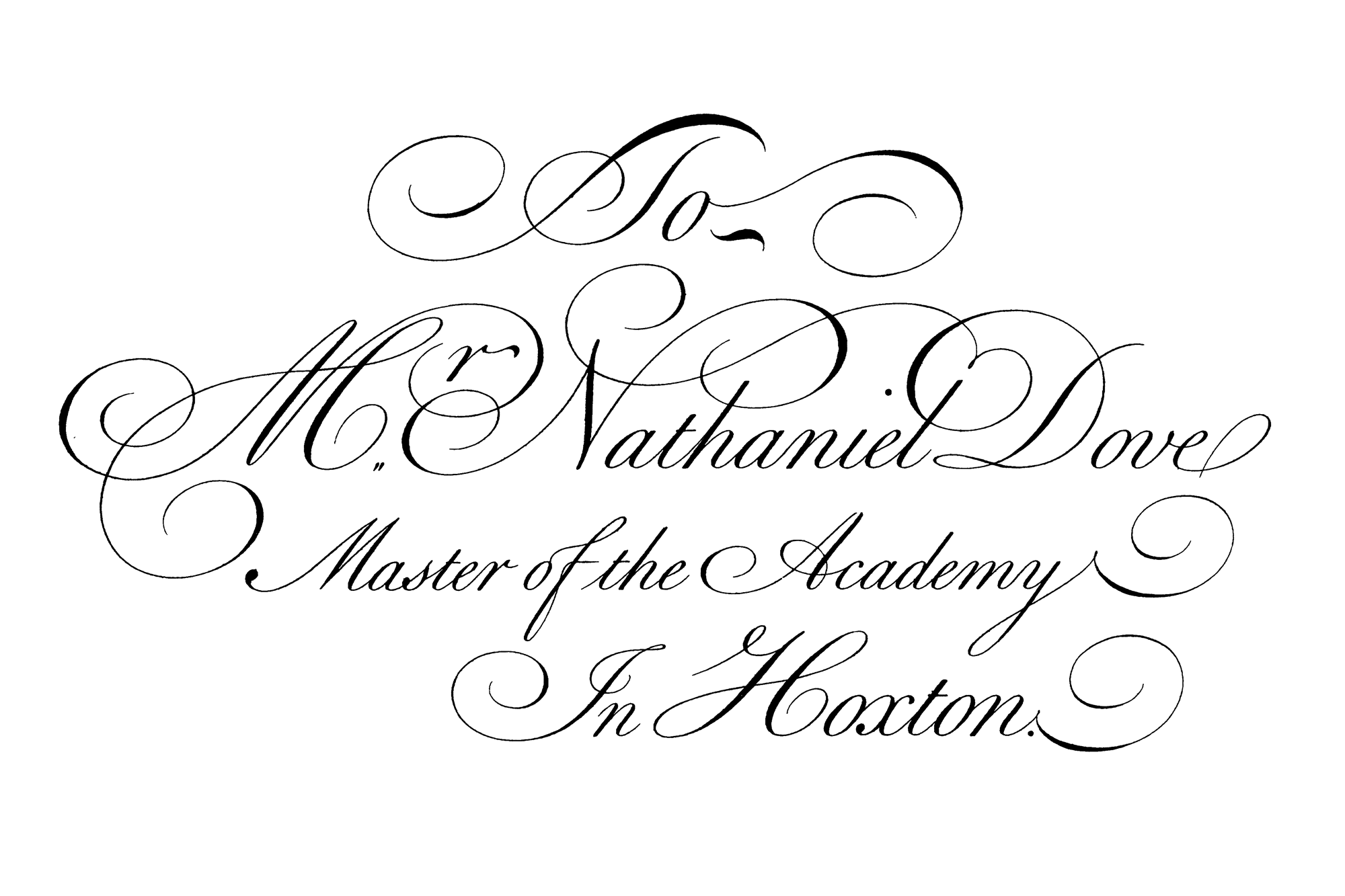
Detail der Kalligrafie des englischen Schreibmeisters George Bickham d. Ä. (um 1740)

Die Englische Schreibschrift (in England Round Hand genannt) ist eine kalligrafische lateinische Schreibschrift.
Von Italien aus verbreitete sich die Humanistische Kursive bis Südfrankreich und Spanien, wo die Schrift im frühen 17. Jahrhundert zur französischen Ronde weiterentwickelt wurde und sie fließendere, geschwungenere Formen annahm. Die Ronde wurde dann im 17. und 18. Jahrhundert in England zur Round hand umgeändert und auch Copperplate genannt. In Frankreich hieß sie dann Anglaise und in Deutschland wurde sie als Künstler Schreibschrift bezeichnet (1902). Die englische Schreibschrift fand im 18. und 19. Jahrhundert ihre Ausbreitung über ganz Europa und auch nach Amerika (Spencerian script). Sie wurde im deutschen Sprachraum als lateinische Schreibschrift bezeichnet, um sie von der deutschen Kurrentschrift zu unterscheiden.

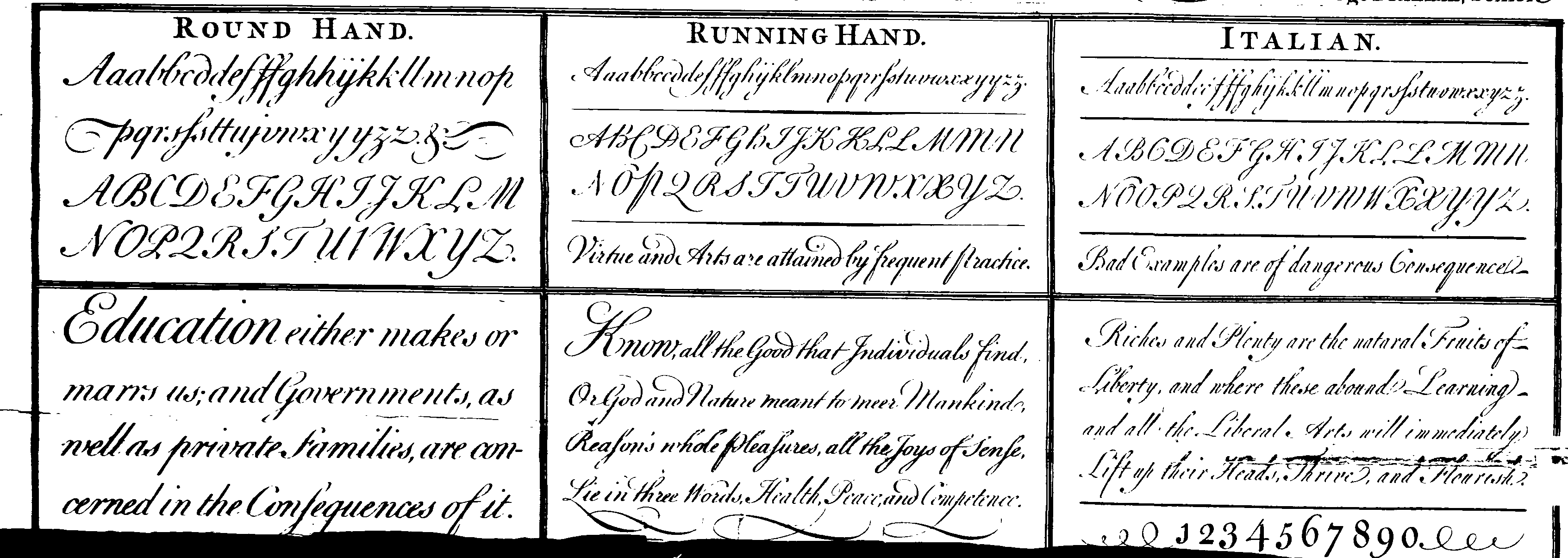
aus: The universal penman – von der Italian hand zur Round hand (English hand).

Die Schleifen dieser Schrift lassen sich schwierig als Bleibuchstaben gießen, deshalb wurden Schriftzüge und Texte von George Bickham in Kupferplatten gestochen und gedruckt. Daher werden diese kalligrafischen Schriften auch als Copperplate bezeichnet. Auch die Redewendung „Er schreibt wie gestochen“ kommt von den Vorlagen als Kupferstich. Im 19. Jahrhundert schrieb man in England mit der neu entwickelten stählernen, aber elastischen Spitzfeder. Die schräge Schreibschrift mit ihren großen Unter- und Oberlängen und ihrem veränderlichen Strich (Schwellzug) ist zwar dekorativ (mit barocken Schleifen und Schnörkeln), aber technisch schwierig zu schreiben. Durch ihre elegante, schwungvolle Form täuscht sie darüber hinweg, dass sie fast nur von Kupferstechern mit genauen Schwüngen angefertigt werden konnte. Die Anglaise lebt von den ovalen Buchstaben mit dünnen Aufstrichen und dicken Abstrichen (Schwellzug). Sie verlangt beim Schreiben die richtige Federhaltung, die es ermöglicht, dass beim Aufstrich die Feder nicht im Papier hängen bleibt und beim betonten Abstrich nichts abbricht. Dank der Erfindung von hochelastischen Stahlfedern fand diese auch Einlass in die Schreibstuben. Sie entwickelte sich aber gegen Ende des 19. Jahrhunderts zur überladenen „Schnörkelschrift“.

Entwicklung in Europa
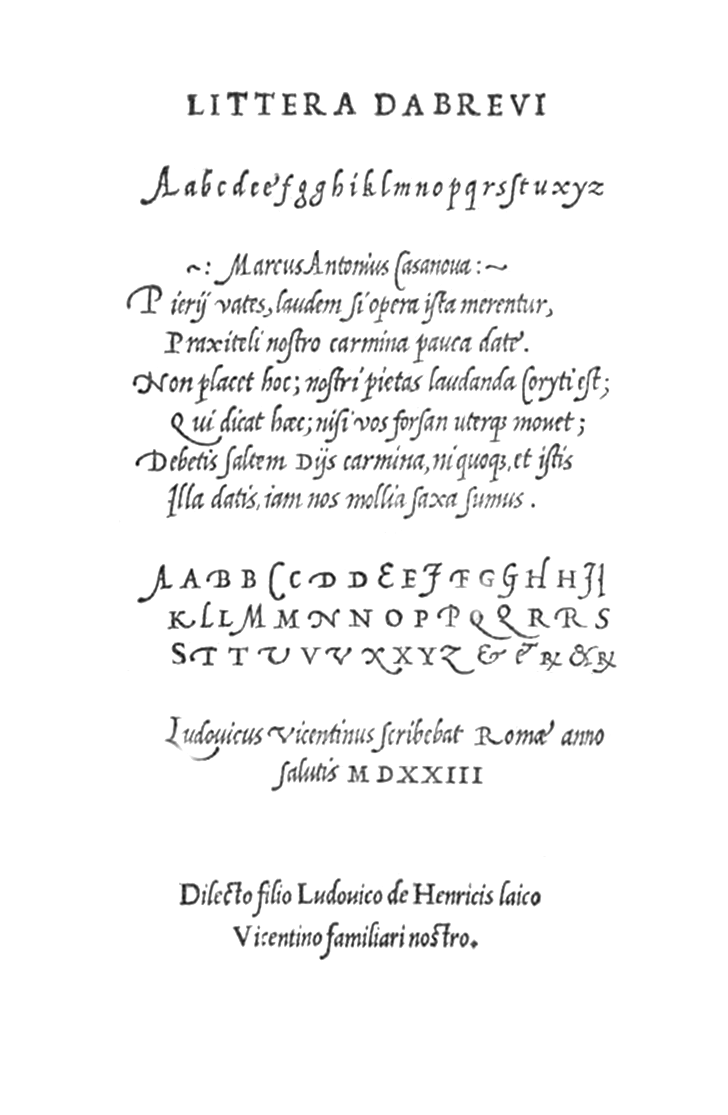
Arrighis Littera da brevi, Rom 1523
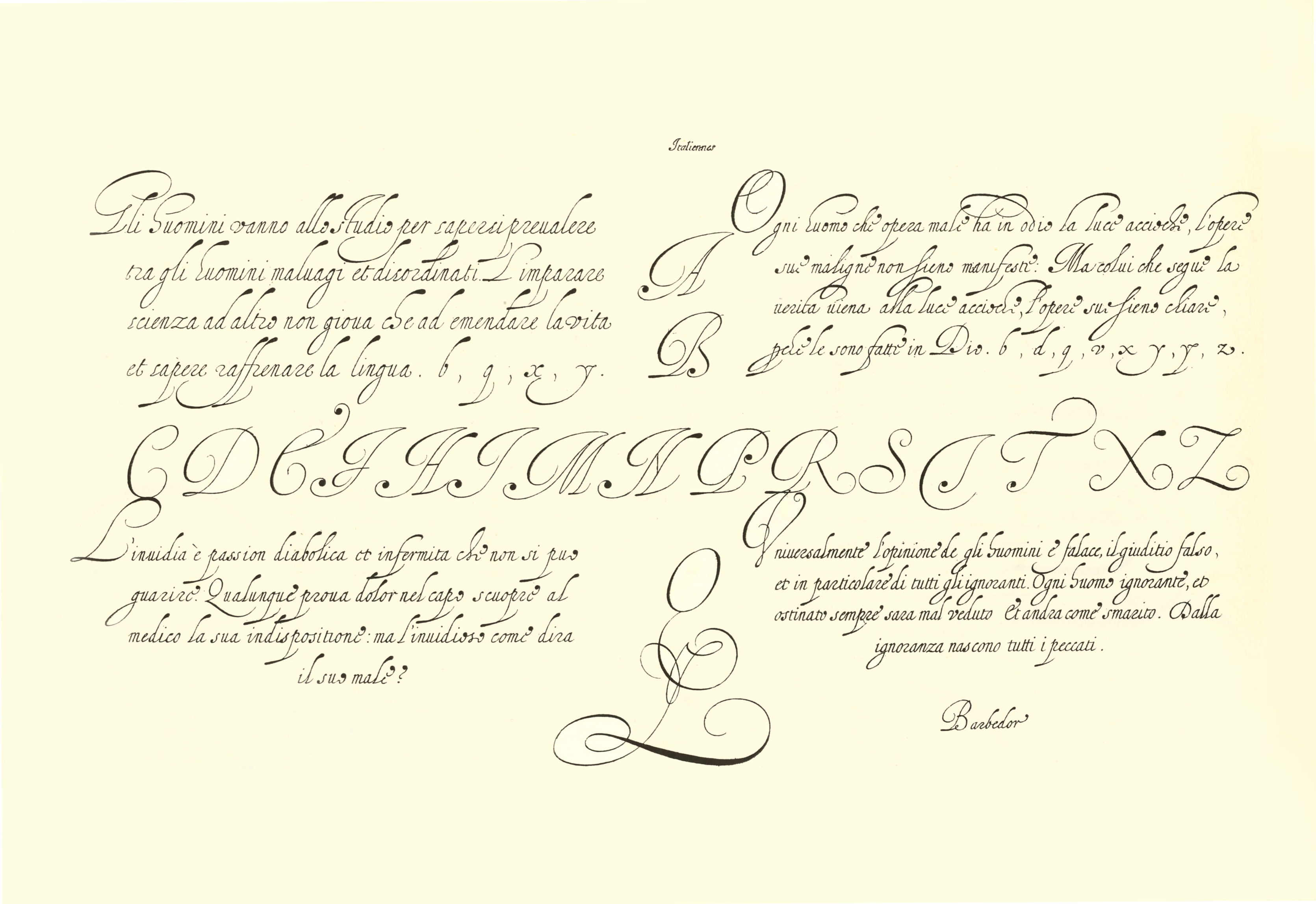
Louis Barbedor, Paris 1647
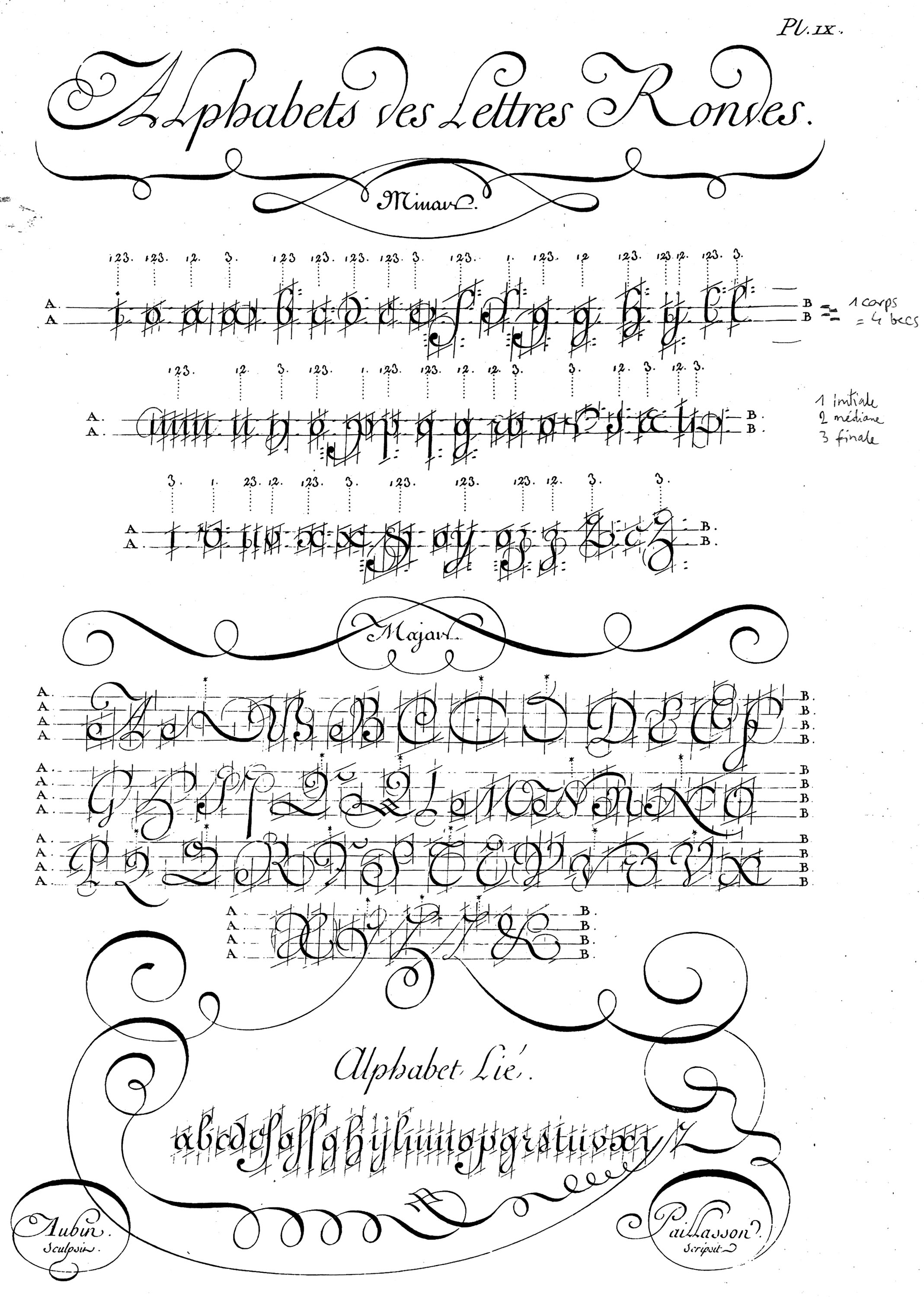
Schriftbeispiel der Ronde des Kalligraphen Charles Paillasson (1751–1780)
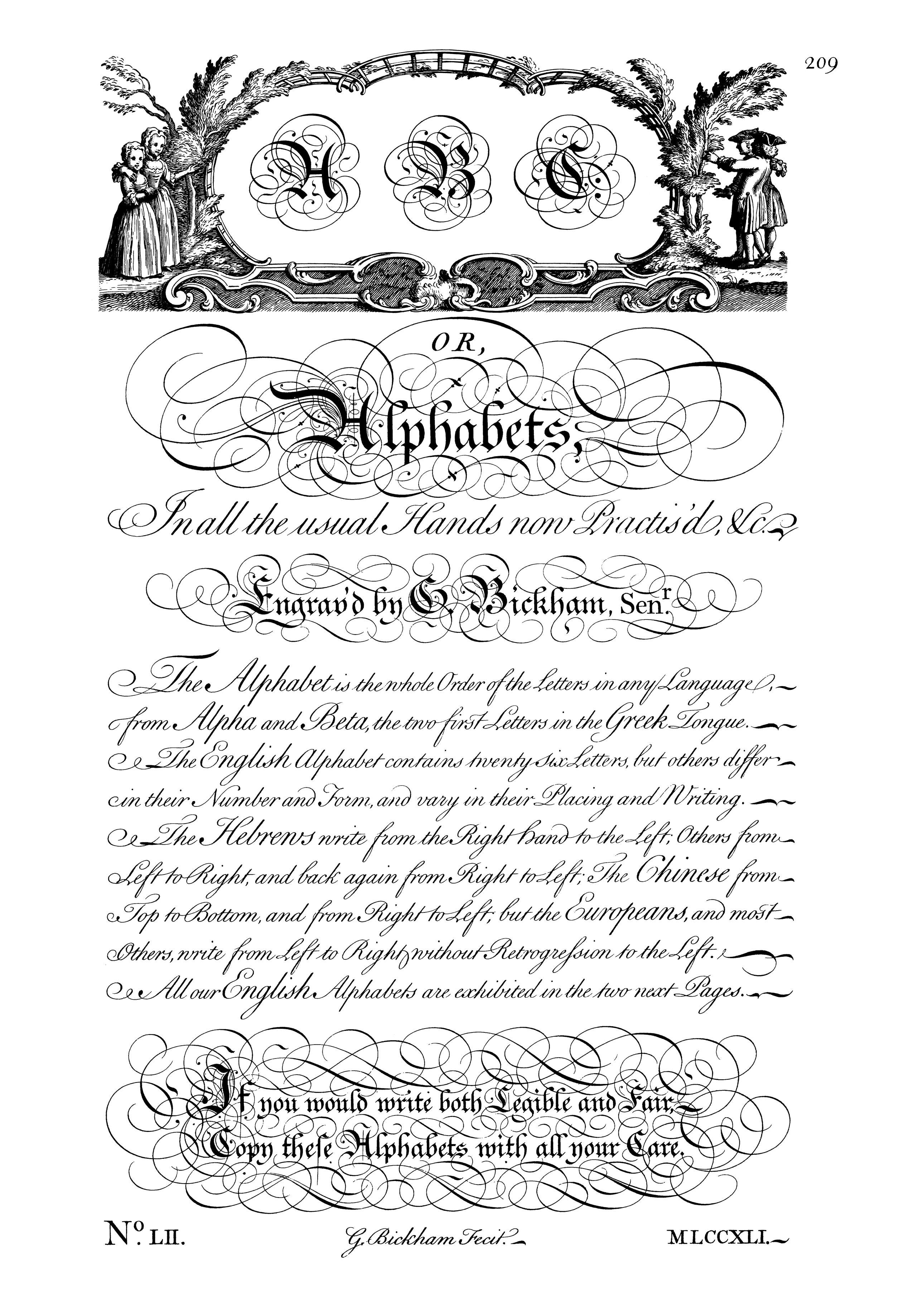
Die Round Hand von George Bickham, aus The Universal Penman, New York um 1740–1741
Künstler Schreibschrift von Hans Bohn für die Schrift- gießerei D. Stempel 1902

## Weiteres

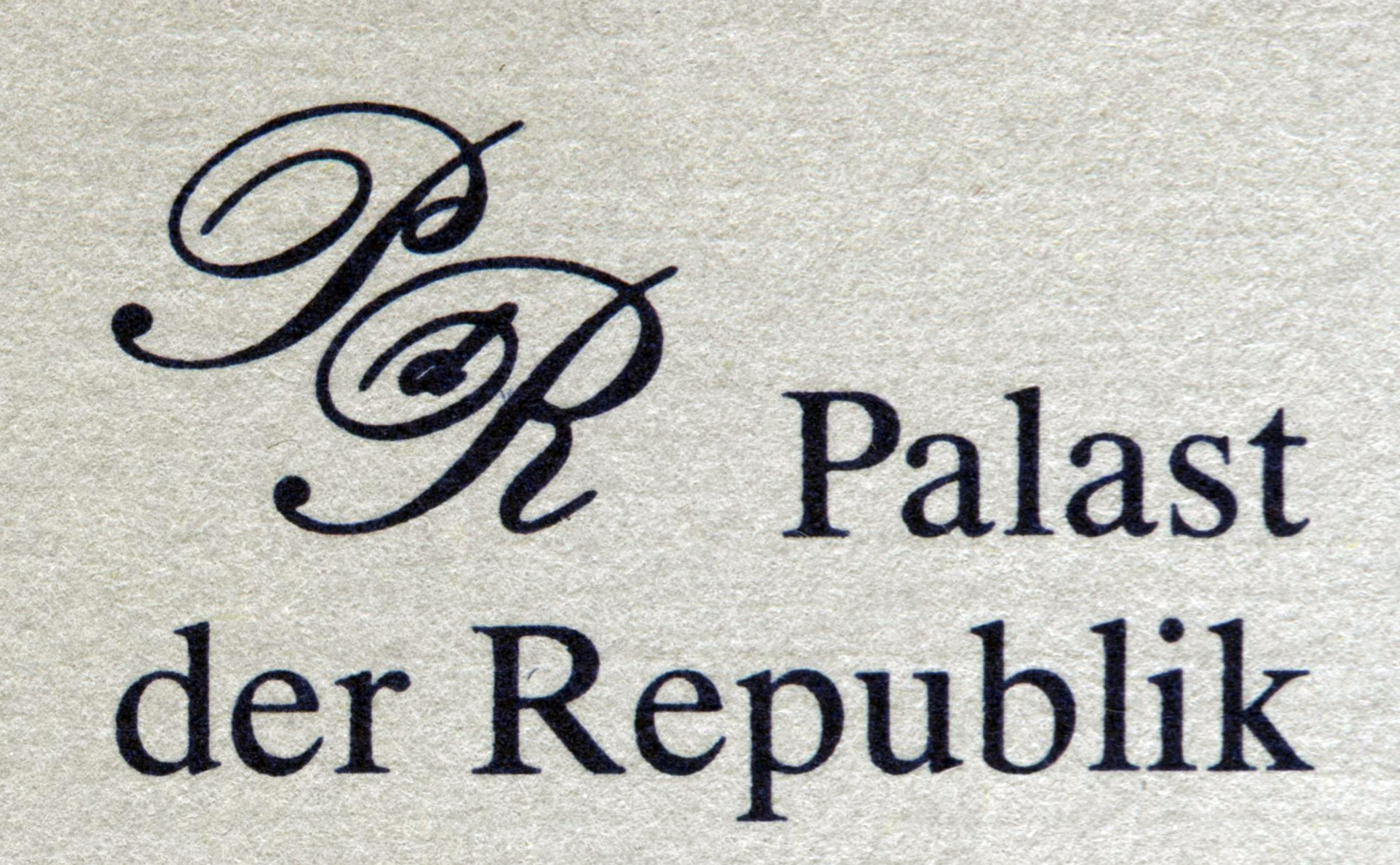
Signet des Palastes der Republik

Für das Signet des Palastes des Republik wurde die englische Schreibschrift verwendet.